# Penilpidia
Genre
Penilpidia est un genre de concombres de mer des abysses, de la famille des Elpidiidae.

## Systématique
Le genre Penilpidia a été créé en 1988 par Andrey V. Gebruk (d).

## Liste des espèces
Selon World Register of Marine Species (24 novembre 2021) :
- Penilpidia desbarresi Gebruk, Rogacheva & Pawson, 2013
- Penilpidia ludwigi (von Marenzeller, 1893)
- Penilpidia midatlantica Gebruk, 2008
- Penilpidia pacifica Gebruk, 1988

## Publication originale
- (ru) A. V. Gebruk, « New taxa of abyssal sea cucumbers of the family Elpidiidae (Elasipoda) », Zoologicheskii Zhurnal, vol. 67, no 6,‎ 1988, p. 914-922 (ISSN 0044-5134).